# Lancia Kandahar
Lancia Kandahar es un prototipo de minimonovolumen todoterreno desarrollado por Fioravanti en 2005 para la marca italiana Lancia y basado en el modelo Lancia Musa.

## Características
Fioravanti toma como modelo base el Lancia Musa para la creación de un monovolumen pequeño con capacidad para circular fuera del asfalto. El parachoques delantero y trasero han sido rediseñados, haciendo una continuación con las protecciones laterales de plástico oscuro. Una de Los cambios más importantes con respecto al Musa se en encuentra en el techo del vehículo, que ha sido modificado utilizando placas de acero perforadas planas, para reforzar la capacidad de carga y  dar la impresión de transparencia. Tal solución permite a los pasajeros disfrutar de la luminosidad del ambiente en el interior del coche sin necesidad de utilizar elementos móviles y dispositivos eléctricos para abrir y cerrar el techo.
Gracias a un mayor voladizo posterior con respecto al Musa y el nuevo posicionamiento de la barra trasera, se gana alrededor de un 20% más de espacio para el equipaje posterior, aliviando así la carga. El compartimiento está completado por una trampilla que, cuando está cerrado, tiene también la función de una cubierta transparente de las luces LED integrado en el marco del pabellón. El limpia parabrisas trasero cumple también la función de luz de marcha atrás.